# Carijoidae
Die Carijoidae sind eine Familie der Achtstrahligen Korallen (Octocorallia), die weltweit in flachen und mäßig tiefen Meeresregionen vorkommt.

## Merkmale
Die Arten der Familie Carijoidae bilden Tierkolonien, die aus vielen Einzelpolypen bestehen. Die Kolonien besitzen kein Achsenskelett, sondern sind an ihrer Basis durch bandartige Ausläufer (Stolonen) oder Membranen miteinander verbunden. Die gleichmäßig über die Stolonen verteilten Polypen sind monomorph und können sich zurückziehen. Axial stehende Polypen bilden hin und wieder Tochterpolypen an ihren Seiten, wodurch buschige Kolonien entstehen. Die Polypen besitzen keine oder nur wenige Sklerite. Wenn vorhanden, sind es glatte Stäbchen die in einer kragenförmigen Form angeordnet sein können. In den Stolonen und Polypenkelchen sind stäbchen- oder spindelförmige oder unregelmäßig ovale Sklerite vorhanden. Sie sind oft verzweigt und zu Klumpen verwachsen. Alle Arten der Familie Carijoidae leben ohne Zooxanthellen, sind also auf planktonische Nahrung angewiesen.

## Gattungen

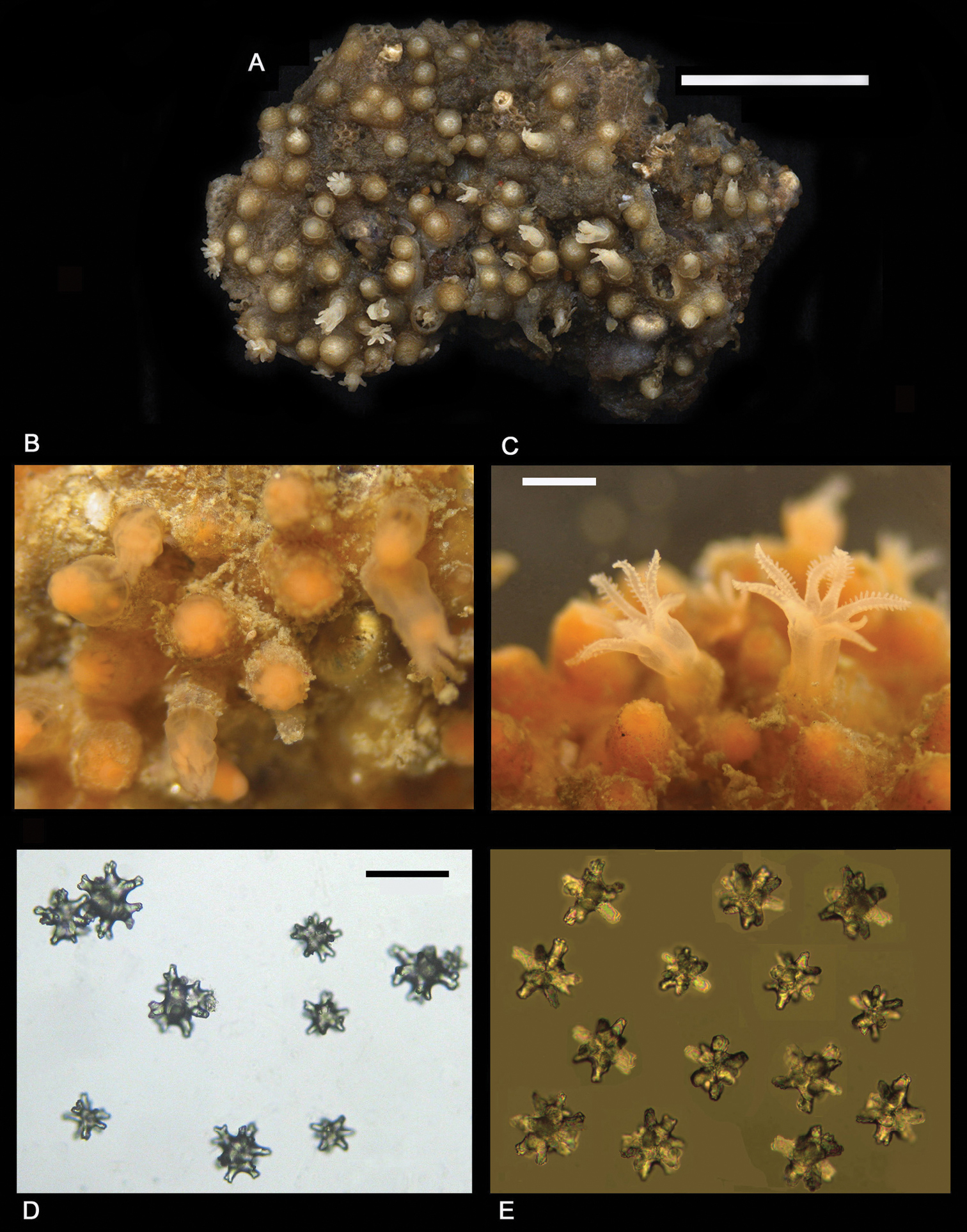
Cryptophyton jedsmithi, Kolonie, Polypen, Sklerite

Zur Familie Carijoidae gehören zwei Gattungen, die vor 2022 zur Familie Clavulariidae gehörten:
- Carijoa Müller, 1867
- Cryptophyton Williams, 2000